# Bolgar (mesto)
Bolgar (tatarska cirilica Болгар: Bolgar,  tatarska latinica Bulgar, Bolgar in Bolğar, čuvaško Пăлхар), je bil od 7.-15. stoletja glavno mesto Volške Bolgarije, predhodnice Kazanskega kanata, ki je kulturološko povezan s sedanjo rusko republiko Tatarstan. Sedanji Bolgar je nedaleč od ruševin starega mesta na obali Volge, 30 km južno od izliva reke Kame in 130 km južno od  Kazana, glavnega mesta Tatarstana. Mesto ima približno 8.000 prebivalcev.
Trdnjava na griču v starodavnem Bolgarju je od leta 2014 na seznamu svetovne kulturne dediščine.

## Zgodovina
Domneva se, da je bil Bolgar že na začetku 8. stoletja prestolnica Volške Bolgarije. Stalni vpadi Rusov so Prabolgare prisilili, da so prestolnico občasno prestavljali v Biljar. Po uničenji Biljarja med mongolsko invazijo je stara prestolnica postala središče province  (ali vojvodine) znotraj Zlate horde. V obdobju mongolske dominacije je Bolgar neizmerno obogatel in se desetkrat povečal. 
Vojna med Timur Lenkom in Toktamišem  v 1380. in zgodnjih 1390. letih je pomenila začetek njegovega propadanja. Mesto je leta 1361 oplenil Bulak-Temir, ogrožal Timur in ropali so ga ruski pirati (uškujniki). Leta 1431 ga je opustošil Vasilij Slepi iz Moskovske velike kneževine. Kot islamsko versko središče se je obdržal do sredine 16. stoletja, ko je Kazanski kanat podjarmil ruski car Ivan IV. in ga priključil svojemu carstvu.
V Carski Rusiji so se na prostoru starodavnega mesta naselili Rusi. Car Peter Veliki je izdal poseben ukaz (zakon), s katerim je zaščitil ohranjene ruševine. Njegov zakon je bil verjeto prvi ruski zakon za zaščito zgodovinske dediščine. 

### Mali hadž
V sovjetskem obdobju je bil Bolgar središče lokalnega islamskega gibanja, imenovanega Mali hadž. Ker se muslimani iz Tatarstana in drugih delov Sovjetske zveze niso mogli udeležiti romanja v Meko, so namesto tja romali v Bolgar.

## Spomeniki in svetišča
- Vzhodni mavzolej
- Kanov mavzolej
- Severni mavzolej
- Črna soba
- Bela soba
- Veliki minaret (manara)
- Mali minaret
- Stolnica in Bela mošeja
- Nagrobnik iz Bolgara

## P0men
Srednjeveško prestolnico Volške Bolgarije Tatari imenujejo Šari Bolgar (tatarska cirilica Шәһри Болгар, tatarska latinica Şähri Bolgar), se pravi Mesto Bolgarov. Mesto imajo za del svoje kulturne dediščine, ker na Volško Bolgarijo gledajo kot na predhodnico Kazanskega kanata, na katerega se kulturno navezuje sedanja ruska republika Tatarstan. 
Sedanje glavno mesto Tatarstana je Kazan, mnogo Tatarov pa še vedno meni, da je bilo pred invazijo Mongolov na Volško Bolgarijo njihovo glavno mesto in versko središče mesto Bolgar.